# Donjošleski jezik
Donjošleski jezik (ISO 639-3: sli), jedan od tri istočnih srednjonjemačkih jezika kojim govori nepoznat broj govornika u Pojskoj (Dolny Śląsk), Češkoj i federalnoj njemačkoj zemlji Saska u području Görlitza. Ne smije se brkati s gornjošleskim, jednim poljskim dijalektom.

## Vanjske poveznice
- Ethnologue (14th)
- Ethnologue (15th)